# Lâu đài Czersk
Lâu đài Công tước Masovia là một lâu đài theo kiến trúc Gôthic nằm ở Czersk (cách Warsaw 36 km về phía nam), thuộc vùng Masovian Voivodeship ở Ba Lan. Lâu đài được xây dựng tại thời điểm giao thoa giữa thế kỷ mười bốn và mười lăm.

## Lịch sử
Lâu đài công tước Masovian ở Czersk được xây dựng ttại thời điểm giao thoa giữa thế kỷ mười bốn và mười lăm, bởi Công tước Janusz I. Khi vùng đất Masovia trở thành một phần của Vương quốc Ba Lan - nơi nằm dưới sự cai trị của Nữ hoàng Bona Sforza. Nhìn chung, lâu đài có ba tòa tháp, một trong số đó - có bốn mặt, được sử dụng làm nhà cổng chính.
Trong cuộc chiến với người Thụy Điển, năm 1656, lâu đài đã bị hủy hoại một phần. Quân đội bộ hành rút lui, gần Warta, dưới sự chỉ huy của Stefan Czarniecki đã chiếm được thành trì và đã tàn phá nó. Lâu đài đã trải qua một cuộc tái thiết giữa năm 1762-1766, khi Marszałek Franciszek Bieliński chỉ huy việc tái thiết thành trì. Tuy nhiên, do sự Phân vùng của Phổ, nhà lãnh đạo nước Phổ đã ra lệnh phá hủy các bức tường phòng thủ của lâu đài, làm giảm tầm quan trọng quân sự của thành trì. Từ thời điểm đó, không ai có thể đảm nhận việc tái thiết lâu đài. Từ thành trì hùng mạnh một thời, tất cả các tòa tháp; một cây cầu gạch từ thế kỷ thứ mười tám; và cánh phía bắc và phía đông của lâu đài đều vẫn còn tồn tại.

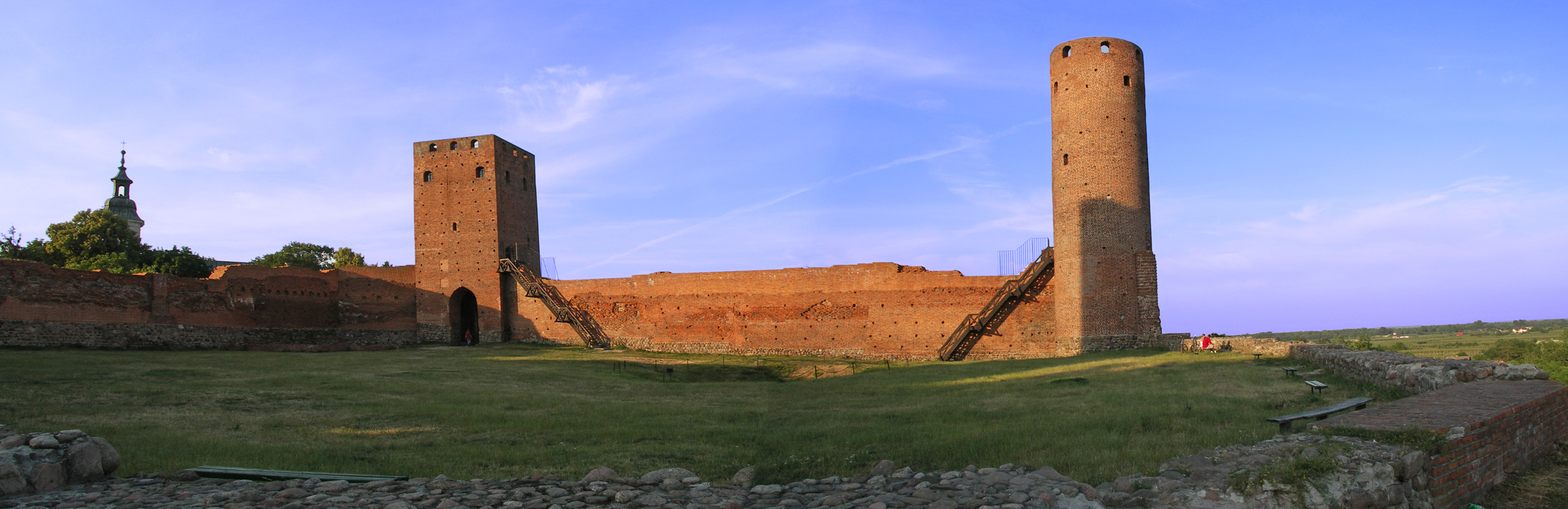
Toàn cảnh lâu đài Czersk